# Графтон (Айова)
Графтон (англ. Grafton) — місто (англ. city) в США, в окрузі Ворт штату Айова. Населення — 216 осіб (2020).

## Географія
Графтон розташований за координатами 43°19′50″ пн. ш. 93°4′7″ зх. д. / 43.33056° пн. ш. 93.06861° зх. д. (43.330439, -93.068703).  За даними Бюро перепису населення США в 2010 році місто мало площу 0,84 км², уся площа — суходіл.

## Демографія
Згідно з переписом 2010 року, у місті мешкали 252 особи в 114 домогосподарствах у складі 70 родин. Густота населення становила 299 осіб/км².  Було 126 помешкань (150/км²).
Расовий склад населення:
| - 98,8 % — білих - 0,4 % — азіатів |

До двох чи більше рас належало 0,8 %. Частка іспаномовних становила 0,0 % від усіх жителів.
За віковим діапазоном населення розподілялося таким чином: 22,2 % — особи молодші 18 років, 59,1 % — особи у віці 18—64 років, 18,7 % — особи у віці 65 років та старші. Медіана віку мешканця становила 43,5 року. На 100 осіб жіночої статі у місті припадало 104,9 чоловіків;  на 100 жінок у віці від 18 років та старших — 104,2 чоловіків також старших 18 років.
Середній дохід на одне домашнє господарство  становив 48 617 доларів США (медіана — 33 333), а середній дохід на одну сім'ю — 59 070 доларів (медіана — 39 583). Медіана доходів становила 34 250 доларів для чоловіків та 27 000 доларів для жінок. За межею бідності перебувало 11,6 % осіб, у тому числі 12,1 % дітей у віці до 18 років та 13,6 % осіб у віці 65 років та старших.
Цивільне працевлаштоване населення становило 173 особи. Основні галузі зайнятості: виробництво — 20,2 %, освіта, охорона здоров'я та соціальна допомога — 11,6 %, мистецтво, розваги та відпочинок — 11,0 %.